# Buceniwka
Buceniwka (ukr. Буценівка) – przystanek kolejowy w miejscowości Bucyniwka, w rejonie rozdzielniańskim, w obwodzie odeskim, na Ukrainie. Położony jest na linii Żmerynka – Odessa.